# Evangelio griego de los egipcios
El Evangelio griego de los egipcios es un evangelio apócrifo perdido cuya existencia está atestiguada por citas de autores como Clemente de Alejandría, Hipólito y Epifanio, pero cuyo contenido se desconoce, a excepción de unos pocos fragmentos recogidos por Clemente de Alejandría. Data probablemente de la primera mitad del siglo II.

## Menciones del texto
Además de por Clemente, la existencia de este evangelio está atestiguada por citas de otros autores cristianos, todos los cuales lo relacionan con sectas heréticas. Lo menciona brevemente Hipólito de Roma, fallecido en 235, quien lo atribuye a los naassenos. Epifanio de Salamis escribe que se servían de él los sabelianos. En los Excerpta ex scriptis Theodoti, de Teodoto de Ancira, que son un apéndice de los Stromata de Clemente de Alejandría, se relaciona con los valentinianos.

## Contenido
Sólo se puede afirmar con seguridad que pertenece a este evangelio un diálogo de Jesús con Salomé que transmite Clemente de Alejandría en sus Stromata. De acuerdo con la traducción de Aurelio de Santos Otero, son fragmentos de este diálogo los siguientes:

A Salomé, que preguntaba: «¿Durante cuánto tiempo estará en vigor la muerte?», le dijo el Señor: «Mientras vosotras, las mujeres, sigáis engendrando». [...]
Strom. III 6, 45)

Y afirman que dijo el Salvador en persona: He venido a destruir las obras de la mujer.[...] Pues habiendo dicho ella: «Bien hice al no engendrar», tomando la generación como cosa no conveniente, replicó el Señor diciendo: «Puedes comer cualquier hierba, pero aquella que es amarga no la comas».
Strom. III 9, 66

Por eso dice Casiano: Preguntando Salomé cuándo llegarían a realizarse aquellas cosas de que había hablado, dijo el Señor: «Cuando holléis la vestidura del pudor y cuando los dos vengan a ser una sola cosa, y el varón, juntamente con la hembra, no sea ni varón ni hembra».
Strom. III 13, 92

Se ha especulado también con la idea de que el Papiro de Oxyrhynchus 655 pueda ser parte del mismo evangelio, pero la opinión más extendida considera que corresponde al Evangelio de Tomás.
A partir de los escasos fragmentos transmitidos por Clemente de Alejandría, no es posible conocer la extensión ni la estructura de esta obra, pero sí, al menos, ciertas características literarias y teológicas. Desde el punto de vista teológico, muestra claros rasgos gnósticos, como lo es la negación radical de la sexualidad. Igualmente característico de los textos gnósticos es el diálogo como procedimiento literario, en la forma denominada erotapokríseis (pregunta y respuesta). Para los escritores cristianos de la época que lo citan, se trataba indudablemente de un texto herético.

## Contexto
Fue escrito, probablemente, en Egipto, como indica su nombre, durante la primera mitad del siglo II (algunos autores lo consideran posterior a esta fecha). La comunidad en la que surgió este evangelio era probablemente de cristianos convertidos del paganismo; se discute si fue utilizado únicamente en grupos gnósticos, "heréticos", o también en comunidades de cristianos "ortodoxos".